# Malandros em Quarta Dimensão
Malandros em Quarta Dimensão é um filme brasileiro de 1954, um musical em preto e branco escrito e dirigido por Luiz de Barros.
Esta produção, da Atlântida Cinematográfica, tem trilha sonora de Lírio Panicalli, e cenografia e montagem do próprio Luiz de Barros.
Carlos Manga e José Carlos Burle dirigem alguns números musicais produzidos originalmente (e não aproveitados) para o filme Carnaval Atlântida Cinematográfica.